# موش غاری اورینت
موش غاری اورینت (نام علمی: Boromys offella) نام یک گونه منقرض‌شده از فروراسته تشی‌آروارگان است.